# Švedlár (stacja kolejowa)
Švedlár – stacja kolejowa znajdująca się we wsi Švedlár w kraju koszyckim na linii kolejowej 173 na Słowacji.